# Каменев-Глебов, Владимир Львович
Владимир Львович Каменев-Глебов (9 мая 1929, Москва — 29 марта 1994, Новосибирск) — советский и российский историк, профессор (1989).

## Биография
Родился 9 мая 1929 года в Москве в семье профессиональных революционеров. Отец Л. Б. Каменев — партийный и политический деятель, растрелянный в 1936 году (в 1988 году был реабилитирован); его мать Т. И. Глебова-Каменева (Афремова) — участница женского движения и литературная сотрудница издательства «Академия», также была расстреляна в 1937 году (в 1989 реабилитирована).
С 1932 по 1933 год Каменев-Глебов находился в Минусинске с родителями, которые отбывали здесь ссылку, с 1933 по 1935 — в Москве. С арестом отца и матери (в 1934 и 1935 годах соответственно) ребёнок поселился на даче своего крёстного отца — Максима Горького. С возвращением из тюрьмы матери он летом 1935 года вместе с ней был сослан в Бийск. Осенью 1936 года она вновь была арестована, а его отправили в местный детприёмник и в 1937 году переселили в Чичка-Юльский детдом (современная Томская область). Впоследствии жил в разных сибирских детдомах.
В 1943 году окончил восемь классов при Беловском детдоме, с осени этого года учился в 10-й Ленинградской специальной артиллерийской школе, эвакуированной на тот момент в Кемеровскую область.
После окончания в 1945 году срока ссылки Каменев-Глебов поступил в ЛГУ (исторический факультет), обучался на кафедре международных отношений. В 1950 году был арестован и приговорён к 10 годам лагерей; отбывал наказание в Волго-Донлаге, Горьковском каторжном централе и Ужлаге. В июне 1956 года был освобождён и восстановлен в правах (в 1989 году реабилитирован второй раз).
В 1958 году окончил ЛГУ, трудился в школах Тогучинского района (Новосибирская область). Летом 1963 года начал работать в Новосибирске в ГПТУ № 4, в декабре этого года принят на кафедру философии в НЭТИ, где был ассистентом, старшим преродавателем, доцентом (1971) и профессором (1989).
В 1972 году защитил кандидатскую диссертацию «Завершающий этап становления капитализма в Сербии».
Участвовал в организации кафедры истории мировой культуры НЭТИ (1989). Возглавлял межкафедральный философско-методологический семинар.
Создал более 50 философских, исторических и культурологических трудов, также написал около 30 статей публицистического характера и фельетоны.
Сотрудник Новосибирского отделения Всероссийского добровольного историко-просветительского общества «Мемориал», сооснователь новосибирского Союза репрессированных (1989).